# 위스키와 돼지갈비
위스키와 돼지갈비는 한국방송공사 1TV 특집드라마이다.

## 제작진
- 극본 : 김오민
- 연출 : 한정희

## 출연진
- 김현주
- 김형자
- 박규채
- 사미자
- 윤유선
- 이경표
- 정동환